# San Andrés Hueyapan
Hueyapan es una localidad del estado mexicano de Morelos, localizado en las faldas del volcán Popocatépetl, en el municipio de Hueyapan.

## Historia
En el municipio indígena de Hueyapan como en otras varias poblaciones de su entorno, ubicado en las faldas del Popocatépetl, fueron de las primeras en ser evangelizadas por los misioneros católicos. En el año de 1529 fue fundado en la población el Convento de Santo Domingo de Guzmán por misioneros de la Orden de Predicadores o dominicos, desde la cual se evangelizó el entorno.
En 1994 el convento, junto con otros varios, fue declarado Patrimonio de la Humanidad por la Organización de las Naciones Unidas para la Educación, la Ciencia y la Cultura (UNESCO) con el nombre de Primeros monasterios del siglo XVI en las faldas del Popocatépetl.
Hueyapan fue incluido en el municipio de Tetela del Volcán desde su creación por decreto del 31 de enero de 1937, separándolo del municipio de Ocuituco. El 19 de septiembre de 2017 fue una de las localidades más afectadas por el terremoto registrado ese día en México, debido a su cercanía con el epicentro; el sismo dañó hasta un 90% de las viviendas de la localidad.

## Localización y demografía
Hueyapan se encuentra ubicado en el extremo noreste del estado de Morelos y en las faldas del volcán Popocatépetl, a una altitud de 2 291 metros sobre el nivel del mar. Se encuentra casi en los límites con el estado de Puebla, que lo rodea al oeste, norte y este, solo hacia el sur se encuentra unida con el territorio de Morelos; al oeste se encuentra localizada de forma inmediata a la comunidad de San Antonio Alpanocan del estado de Puebla.
Sus coordenadas geográficas son 18°53′06″N 98°41′25″O / 18.88500, -98.69028, su principal vía de comunicación es una carretera que hacia el sur la comunica con Zacualpan de Amilpas, otros caminos de terracería la unen a Alpanocan, a la cabecera municipal Tetela del Volcán y hacia el este con las comunidades poblanas del municipio de Tochimilco.
De acuerdo con los resultados del Censo de Población y Vivienda de 2010 realizado por el Instituto Nacional de Estadística y Geografía, Hueyapan tiene una población total de 6 478 habitantes, de los que 3 021 son hombres y 3 457 son mujeres.